# Electrólisis del agua

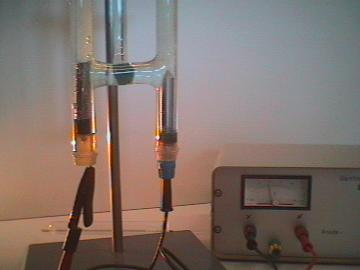
Un voltámetro de Hoffmann es el proceso de la electrólisis del agua

## Historia
La primera electrólisis del agua se llevó a cabo el 1 de mayo de 1800 por dos químicos británicos William Nicholson (1753-1815) y sir Anthony Carlisle (1768-1840), un par de semanas después de la invención por Alessandro Volta de la primera batería eléctrica, la pila voltaica (publicación presentada el 20 de marzo de 1800). Once años antes J. R. Deiman y A. Paets van Troostwijk ya habían logrado una electrólisis del agua por medio de una máquina electrostática y una botella de Leyden, pero sin ser capaces de interpretar la reacción observada.

## Principio

Electrólisis del agua realizada con Lápices.

La electrólisis del agua es la descomposición del agua (H2O) en los gases oxígeno (O2) e hidrógeno (H2) por medio de una corriente eléctrica continua, por una fuente de alimentación, una batería o una pila, que se conecta mediante electrodos al agua. Para disminuir la resistencia al paso de corriente a través del agua esta se suele acidular añadiendo pequeñas alícuotas de ácido sulfúrico o bien, añadiendo un electrolito fuerte como el hidróxido de sodio, .
Una fuente de energía eléctrica se conecta a dos electrodos, o dos platos (típicamente hechos de algún metal inerte como el platino o el acero inoxidable), los cuales son puestos en el agua. En una celda propiamente diseñada, el hidrógeno aparecerá en el cátodo (el electrodo negativamente cargado) y el oxígeno aparecerá en el ánodo (el electrodo positivamente cargado).
La electrólisis de agua pura requiere una gran cantidad de energía extra en forma de sobrepotencial, con respecto al teóricamente necesario para llevarla a cabo (+1,229 V) puesto que se han de sobrepasar varias barreras de activación. Esto se debe en parte a la escasa disociación del agua pura. Téngase en cuenta que la conductividad del agua pura es de una millonésima de la del agua de mar siendo la conductividad típica del agua pura del orden de 0,055 µS·cm–1.
Sin esa energía extra, o sobrevoltaje, la electrólisis de agua pura ocurre muy lentamente si es que logra suceder. Varias celdas electrolíticas pueden no tener los electrocatalizadores requeridos. Como se ha comentado anteriormente la eficacia de la electrólisis aumenta con la adición de un electrolito (como la sal, un ácido o una base) y el uso de electrocatalizadores.
Las reacciones que tienen lugar en los electrodos son:
- Reducción en el cátodo: {\displaystyle {2H^{+}}_{(aq)}+2e^{-}\rightarrow {H_{2}}_{(g)}}
- Oxidación en el ánodo: {\displaystyle {2H_{2}O}_{(l)}\rightarrow {O_{2}}_{(g)}+{4H^{+}}_{(aq)}+4e^{-}}

Sumando las semirreacciones anteriores se obtiene la reacción global:
{\displaystyle {2H_{2}O}_{(l)}\rightarrow {2H_{2}}_{(g)}+{O_{2}}_{(g)}}
Como se puede apreciar el número de moléculas de hidrógeno producidas duplica el número de moléculas de oxígeno. Además el número de electrones transportados a través de los electrodos es el doble del número de moléculas de hidrógeno producidas y el cuádruple del número de moléculas de oxígeno obtenidas.

## Aplicaciones
Aproximadamente el 6% del hidrógeno gas producido en el mundo se genera a través de la electrólisis de disoluciones de agua. La mayoría de este hidrógeno se obtiene como subproducto cuando se lleva a cabo la electrólisis de las disoluciones del cloruro de sodio. La reacción global que tiene lugar es:
2NaCl + 2H2O → Cl2 + H2 + 2NaOH
La electrólisis de la salmuera (agua salada), una mezcla bastante concentrada de cloruro de sódio y agua, es solo la mitad de la electrólisis del agua, ya que los iones cloruro que hay en la disolución de salmuera se oxidan a cloro en vez de oxidar el agua a oxígeno debido a su potencial normal de electrodo. El hidrógeno producido a partir de este proceso se quema (convirtiéndolo de nuevo en agua), y se utiliza para la producción de especialidades químicas, o varias otras aplicaciones a pequeña escala.
Como aplicación específica es interesante comentar que la electrólisis del agua se utiliza también para generar oxígeno en la Estación Espacial Internacional que obviamente sirve para mantener la atmósfera de la estación y el hidrógeno se puede utilizar más adelante en una célula de combustible como método para almacenar energía y usar el agua que se genera en la célula para consumo de los astronautas.
Otra de las aplicaciones de la electrólisis del agua es a través de los cloradores salinos en la piscina cuya técnica de mantenimiento sustituye a los ya conocidos productos químicos para piscinas proporcionando un cuidado más natural en el agua de la piscina y que tiene numerosas ventajas en relación con su competencia (los productos químicos). Una forma fácil y sencilla del mantenimiento de la piscina que no muchos utilizan pero que se está convirtiendo en una inversión a largo plazo para aquellos que quieren sustituir su viejo método de desinfección de la piscina.

## Técnicas de electrólisis

### Voltámetro de Hofmann

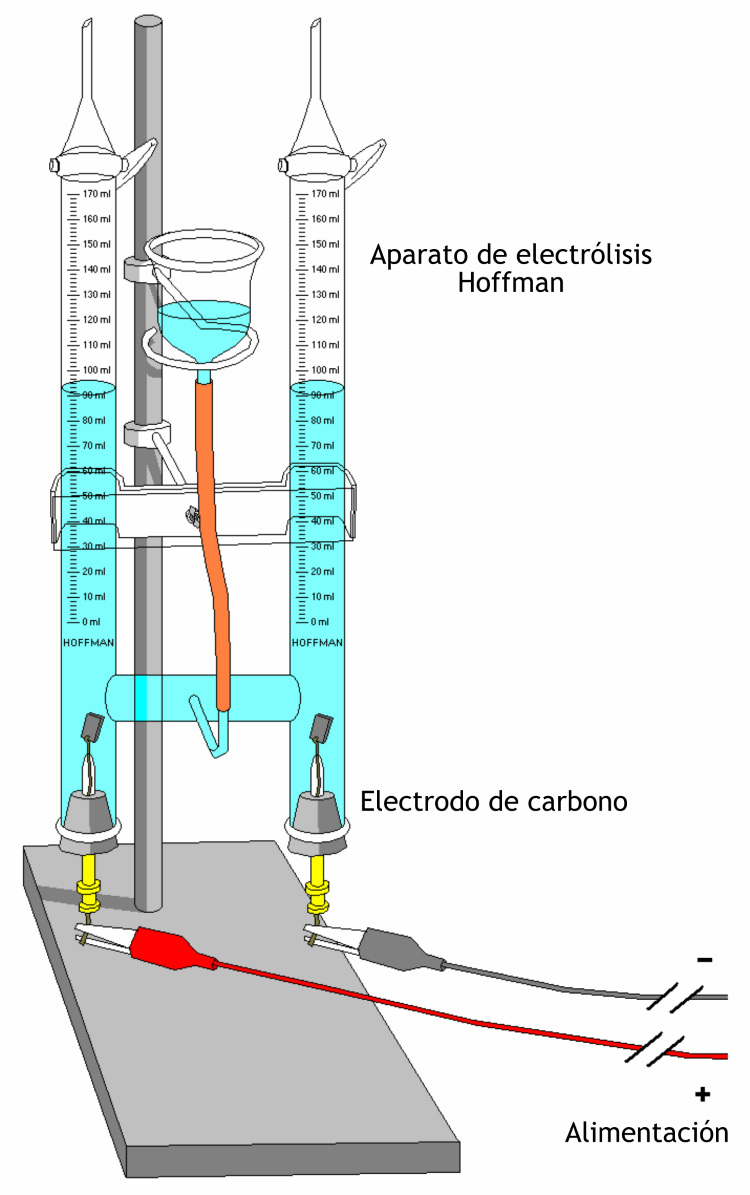
Voltámetro de Hofmann

El voltámetro de Hofmann se utiliza a menudo como una célula electrolítica para hacer electrólisis del agua a pequeña escala. Consta de tres tubos cilíndricos de vidrio unidos. El tubo vertical cilíndrico interior está abierto en la parte superior para permitir la adición de agua y el electrolito. Un electrodo platino se coloca en la parte inferior de cada uno de los dos cilindros laterales, conectados a los terminales positivo y negativo de una fuente de alimentación de corriente continua. Cuando la corriente se hace pasar a través del voltámetro de Hofmann, el oxígeno gaseoso se forma en el ánodo (electrodo positivo) y el hidrógeno gaseoso en el cátodo (electrodo negativo). Cada gas desprendido, debido a la menor densidad de estos con respecto al agua ascienden hacia la parte superior de los tubos desplazando el agua superior, donde se pueden extraer con una llave de paso.

### Obtención industrial
Muchas células de electrólisis industrial son muy similares al voltámetro de Hofmann, con placas de platino complejas o panales como electrodos. Generalmente el hidrógeno que se produce a partir de la electrólisis es para las aplicaciones de uso inmediato, como es el caso de antorchas de oxígeno o cuando se desea hidrógeno u oxígeno de alta pureza. La gran mayoría del hidrógeno se produce a partir de hidrocarburos y como resultado de este proceso suele contener trazas de monóxido de carbono entre otras impurezas. La impureza de monóxido de carbono puede ser perjudicial para varios sistemas, incluyendo muchas células de combustible.

### Electrólisis a alta presión
La electrólisis a alta presión (HPE) es la electrólisis del agua por descomposición del agua (H2O) en oxígeno (O2) y gas hidrógeno (H2) debido al paso de una corriente eléctrica a través del agua. La diferencia con un electrolizador estándar de membrana de intercambio de protones es la salida de hidrógeno comprimido alrededor de 12-20 megapascales (120-200 bar) a 70 °C. Al presurizar el hidrógeno en el electrolizador se elimina la necesidad de un compresor de hidrógeno externo, el consumo medio de energía para la compresión interna de presión diferencial es de alrededor del 3%.

## Eficiencia

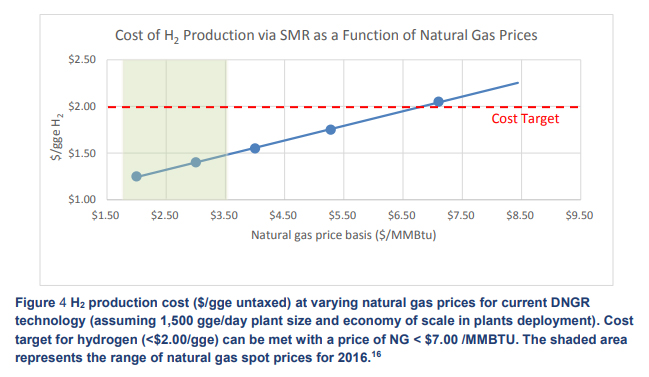
Hoja de ruta para la producción de hidrógeno, noviembre de 2017.

### Producción industrial
La eficiencia de los modernos generadores de hidrógeno se mide por la energía consumida por volumen estándar de hidrógeno (MJ/m³), suponiendo la temperatura y la presión estándar del H2. Cuanto menor sea la energía utilizada por un generador, mayor será su eficiencia.
Un electrolizador teórico 100% eficiente consumiría 39,4 kilovatios-hora por kilogramo (142 MJ/kg) de hidrógeno, 12749 julios por litro (12,75 MJ/m³). En la práctica, la electrólisis (utilizando un electrolizador giratorio a una presión de 15 bar) puede llegar a consumir 50 kilovatios-hora por kilogramo (180 MJ/kg) y otros 15 kilovatios-hora (54 MJ) si el hidrógeno se comprime para su uso en coches de hidrógeno.
Los vendedores de electrolizadores proporcionan eficiencias basadas en la entalpía. Para evaluar la eficiencia reivindicada de un electrolizador es importante establecer cómo fue definido por el vendedor (es decir, qué valor de entalpía, qué densidad de corriente, etc.).
Hay dos tecnologías principales disponibles en el mercado, la alcalina y los electrolizadores de membrana de intercambio de protones (PEM). Los electrolizadores alcalinos son más baratos en términos de inversión (usan generalmente catalizadores de níquel), pero menos eficientes. Por el contrario, los electrolizadores de PEM son más caros (usan generalmente catalizadores de metal del grupo del platino) pero son más eficientes y pueden operar a densidades de corriente más altas y, por lo tanto, pueden ser posiblemente más baratos si la producción de hidrógeno es suficientemente grande.
En 1996 los informes sobre las eficiencias de trabajo para la tecnología alcalina estaban comprendidas en el rango del 50-60% para los electrolizadores pequeños y alrededor del 65-70% para las plantas más grandes. La eficiencia teórica para los electrolizadores de tipo PEM se supone que pueden llegar hasta el 94%. Los rangos en 2014 fueron del 43-67% para los alcalinos y del 40-67% para los PEM, y se estima que pueden alcanzar hasta el 53-70% en 2030 para los alcalinos y el 62-74% para los PEM.

### Sobrepotencial
Los electrolizadores de agua real requieren voltajes más altos para que la reacción continúe. La parte que excede de 1,23 V con respecto al potencial real requerido se denomina sobrepotencial o sobrevoltaje, y representa cualquier tipo de pérdida y no finalidad en el proceso electroquímico.
Para una célula bien diseñada, el sobrepotencial más grande es el sobrepotencial de reacción para la oxidación de cuatro electrones de agua a oxígeno en el ánodo. Los electrocatalizadores pueden facilitar esta reacción, y las aleaciones de platino son actualmente la mejor técnica para llevar a cabo esta oxidación.
Desarrollar un electrocatalizador barato y eficaz para la descomposición del agua sería un gran avance, y es un tema de investigación actual; hay muchos enfoques, entre ellos una receta de hace 30 años para el sulfuro de molibdeno, puntos cuánticos de grafeno,nanotubos de carbono, perovskita, y níque/óxido de níquel. La reacción más simple de dos electrones para producir hidrógeno en el cátodo puede ser electrocatalizada por el platino prácticamente sin ningún sobrepotencial o, en teoría, una enzima hidrogenada. Si se utilizan otros materiales menos eficaces para el cátodo (por ejemplo, grafito), aparecerán grandes sobrepotenciales.

### Termodinámica
La electrólisis del agua en condiciones estándar requiere un mínimo teórico de 237 kJ de entrada de energía eléctrica para disociar cada mol de agua, que es la energía libre de Gibbs estándar de formación de agua. También requiere energía para superar el cambio en la entropía de la reacción. Por lo tanto, el proceso no puede darse por debajo de 286 kJ por mol de agua electrolizada si no se añade calor y/o energía externa.
Puesto que cada mol de agua requiere dos moles de electrones, y dado que la constante de Faraday, denotado como F, representa la carga de un mol de electrones (96485 C/mol), se deduce que la tensión mínima necesaria para la electrólisis es de aproximadamente 1,23 V.
Si la electrólisis se lleva a cabo a alta temperatura, este voltaje se reduce. Esto permite que el electrolizador funcione a una eficiencia eléctrica superior al 100%. En los sistemas electroquímicos esto significa que se debe suministrar calor al reactor para sostener la reacción. De esta manera, la energía térmica puede utilizarse para una parte de la energía necesaria para la electrólisis. Análogamente, se puede reducir el voltaje requerido (por debajo de 1 V) si se hacen reaccionar combustibles (como carbono, alcohol, biomasa, etc) con agua (electrolizador a baja temperatura) o con iones óxido (electrolitos a base de electrolitos de óxido sólido a alta temperatura ). Esto hace que parte de la energía del combustible se utilice para "asistir" el proceso de electrólisis y puede reducirse de esta forma el coste total de hidrógeno producido.
Sin embargo, observando el componente de entropía (y otras pérdidas), se requieren voltajes de más de 1,48 V para que la reacción proceda a densidades de corriente prácticas (la tensión termoneutral).
En el caso de la electrólisis del agua, la energía libre de Gibbs representa el trabajo mínimo necesario para que la reacción avance, y la entalpía de reacción es la cantidad de energía (trabajo y calor) que tiene que proporcionarse para que los productos de reacción estén a la misma temperatura del reactivo (es decir, la temperatura estándar para los valores dados anteriormente). Potencialmente, un electrolizador que funcionara a una tensión de 1,48 V sería 100% eficiente.